# يوهان فيليب فرانز فون شونبورن
يوهان فيليب فرانز فون شونبورن (بالألمانية: Johann Philipp Franz von Schönborn)‏ (و. 1673 – 1724 م) هو كاهن كاثوليكي ألماني، ولد في فورتسبورغ، توفي في باد مرغنت‌هايم، عن عمر يناهز 51 عاماً.

## مناصب
تولى منصب أسقف كاثوليكي (منذ 10 نوفمبر 1720)
- مطران  [لغات أخرى]‏ (1719–1724)
- الأمير الأسقف

.